# ウイークエンド・ジョイ
ウイークエンド・ジョイは、1997年4月19日から2001年3月31日までNHK衛星第2テレビジョン（BS2）で放送されたテレビ番組である。

## 概要
音楽、映画、演劇、アートのエンターテインメントを中心とした情報番組である。ゲストを招いてライブパフォーマンスも行った。

## 放送時間
- 金曜 24:15 - 25:15（1997年度前期）
- 金曜 23:00 - 24:00（1997年度後期）
- 金曜 24:00 - 25:00（1998年度）
- 金曜 24:30 - 25:30（1999年度）
- 金曜 24:30 - 25:29（2000年度）

## 出演者
司会
- 伊集院光[1]、桜井智（1997 - 1998年度）
- 山本シュウ、中山エミリ（1999 - 2000年度）

国内プレゼンター
- Anna、本田みずほ、三留まゆみ、筧ちえみ、小宮孝康、新田総子、板谷由夏（1997年度）
- 伊東順二（1997 - 2000年度）
- サエキけんぞう、服部真湖（1998年度）
- 平田オリザ（1998 -2000年度）
- 浜家有文子、小島聖、乾貴美子（1999年度）
- 佐伯日菜子（1999 - 2000年度）
- YOP-PY（2000年度）

NYプレゼンター
- 白井スミ（1997 - 2000年度）

LAプレゼンター
- クリスティ・ブライス（1997 - 1999年度）
- エリカ（1999 - 2000年度）

## 関連番組
- 真夜中の王国